# Saxello
Le saxello est un instrument de la famille des saxophones, habituellement en si bémol.
Apparu en 1924, il présente la particularité d'avoir un bec et une embouchure légèrement recourbée.
Parmi les marques fabriquant ce type de saxophones figure l'italien Rampone and Cazzani. On trouve aussi des modèles fabriqués par King Musical Instruments ou encore Sax Dakota USA.
Sur la chanson Listen to What the Man Said de Paul McCartney, le solo est joué par un saxello. Parmi les musiciens utilisant le saxello figure le saxophoniste de jazz Elton Dean.